# Lijst van afleveringen van De wereld van Boudewijn Büch
Dit is een overzicht van de titels van de afleveringen van de serie De wereld van Boudewijn Büch (VARA).

## 1988
1. (1) Hollywood (31 juli)
2. (2) Buddy Holly (7 augustus)
3. (3) New York, Washington (14 augustus)
4. (4) Philadelphia, New York, French Tonawanda, Nashville (21 augustus)
5. (5) Jaren '60, musici en popmuziek (18 december)
6. (6) Van Malta naar Filfla (25 december)

## 1989
1. (7) Redmond O'Hanlon (8 januari)
2. (8) Tahiti (22 oktober)
3. (9) Rarotonga (29 oktober)
4. (10) West-Samoa (5 november)
5. (11) Fiji (12 november)
6. (12) Australië (3 december)
7. (13) Televisie in Australië (10 december)
8. (14) Turkije (17 december)

## 1990
1. (15) Tasmanië (17 juni)
2. (16) Columbus achterna 1 (24 november)
3. (17) Columbus achterna 2 (1 december)
4. (18) Columbus achterna 3 (8 december)
5. (19) Columbus achterna 4 (22 december)
6. (20) Columbus achterna 5 (29 december)

## 1991
1. (21) Columbus achterna 6 (5 januari)
2. (22) Columbus achterna 7 (12 januari)
3. (23) Columbus achterna 8 (19 januari)
4. (24) Columbus achterna 9 (26 januari)
5. (25) Curaçao (2 februari)
6. (26) Argentinië 1 (9 februari)
7. (27) Argentinië 2 (16 februari)
8. (28) Argentinië 3 (23 februari)
9. (29) Argentinië 4 (2 maart)
10. (30) Paaseiland (25 mei)
11. (31) Kanaaleilanden (1 juni)

## 1992
1. (32) Christmas Island (25 januari)
2. (33) Cocos Island (1 februari)
3. (34) West-Australië 1 (8 februari)
4. (35) West-Australië 2 (15 februari)
5. (36) Seychellen (22 februari)
6. (37) Dodo 1 (29 februari)
7. (38) Dodo 2 (7 maart)
8. (39) Dodo 3 (14 maart)
9. (40) Dodo 4 (21 maart)
10. (41) Dodo 5 (28 maart)
11. (42) Canada 1 (13 juni)
12. (43) Canada 2 (20 juni)
13. (44) Canada 3 (27 juni)
14. (45) Canada 4 (4 juli)

## 1993
1. (46) Canada 5 (6 maart)
2. (47) Zuidpool 1 (13 maart)
3. (48) Zuidpool 2 (20 maart)
4. (49) Zuidpool 3 (27 maart)
5. (50) Zuidpool 4 (3 april)
6. (51) Chili (10 april)
7. (52) Isla Robinson Crusoe (17 april)
8. (53) Galápagos (24 april)
9. (54) Nieuw-Zeeland 1 (1 mei)
10. (55) Nieuw-Zeeland 2 (8 mei)
11. (56) Nieuw-Zeeland 3 (22 mei)
12. (57) Niue 1 (29 mei)
13. (58) Niue 2 (5 juni)
14. (59) Tonga (12 juni)
15. (60) Suriname 1 (19 juni)
16. (61) Suriname 2 (26 juni)

## 1994
1. (62) Big Island 1 (5 februari)
2. (63) Big Island 2 (12 februari)
3. (64) USA 1 (19 februari)
4. (65) USA 2 (26 februari)
5. (66) Norfolk Island 1 (5 maart)
6. (67) Norfolk Island 2 (12 maart)
7. (68) Lord Howe (19 maart)
8. (69) Australië (oostkust) (26 maart)
9. (70) Australië (Darwin) (2 april)
10. (71) Falkland Islands 1 (15 oktober)
11. (72) Falkland Islands 2 (22 oktober)
12. (73) Paraguay 1 (29 oktober)
13. (74) Paraguay 2 (5 november)
14. (75) Uithoeken van Amerika: de US Virgin Islands 1 (12 november)
15. (76) Uithoeken van Amerika: de US Virgin Islands 2 (19 november)
16. (77) Uithoeken van Amerika: Jekyll Island (26 november)
17. (78) Uithoeken van Amerika: South Dakota (3 december)
18. (79) Uithoeken van Amerika: Alaska 1 (10 december)
19. (80) Uithoeken van Amerika: Alaska 2 (17 december)

## 1995
1. (81) Uithoeken van Amerika: Alaska 3 (7 januari)
2. (82) British Virgin Islands (14 januari)
3. (83) Brazilië: Recife 1 (7 oktober)
4. (84) Brazilië: Recife 2 (14 oktober)
5. (85) Brazilië: Fernando de Noronha (21 oktober)
6. (86) VS: Thomas Alva Edison (28 oktober)
7. (87) Nieuw-Zeeland: Petrus van der Velden (11 november)
8. (88) Nieuw-Zeeland: Abel Tasman (18 november)
9. (89) Nieuw-Zeeland: James Cook (25 november)
10. (90) Brazilië: de Keizer van Brazilië 1 (2 december)
11. (91) Brazilië: de Keizer van Brazilië 2 (9 december)
12. (92) Namibië: Windhoek 1 (16 december)
13. (93) Namibië: Windhoek 2 (23 december)
14. (94) Namibië: Windhoek 3 (30 december)

## 1996
1. (95) Namibië: Swakopmund (11 mei)
2. (96) Namibië (18 mei)
3. (97) Duitsland: Helgoland (25 mei)
4. (98) Tuvalu 1 (1 juni)
5. (99) Tuvalu 2 (8 juni)
6. (100) Kiribati (15 juni)
7. (101) Guam (22 juni)

## 1997
1. (102) Australië: Dunk Island (5 maart)
2. (103) Turks- en Caicos eilanden (12 maart)
3. (104) Panama 1 (19 maart)
4. (105) Panama 2 (26 maart)
5. (106) Costa Rica (2 april)
6. (107) Belize (9 april)
7. (108) Taiwan (16 april)
8. (109) Taiwan: Kinmen 1 (30 april)
9. (110) Taiwan: Kinmen 2 (7 mei)
10. (111) Goethe 1 (14 mei)
11. (112) Goethe 2 (21 mei)
12. (113) Goethe 3 (28 mei)
13. (114) Goethe 4 (4 juni)
14. (115) Las Vegas (11 juni)
15. (116) Las Vegas: Amarillo (18 juni)
16. (117) Amarillo - Tulsa (25 juni)
17. (118) Tulsa - Wichita - Kansas City (2 juli)
18. (119) North Dakota (9 juli)
19. (120) Liberty - Jesse James - Panhandle (16 juli)
20. (121) Texas - Harlingen (23 juli)
21. (122) Grens VS-Mexico (30 juli)

## 1998
1. (123) Wilhelm II 1 (18 februari)
2. (124) Wilhelm II 2 (25 februari)
3. (125) Potsdam 1 (4 maart)
4. (126) Potsdam 2 (11 maart)
5. (127) Opgeslagen schatten (18 maart)
6. (128) Waterloo 1 (25 maart)
7. (129) Waterloo 2 (1 april)
8. (130) Vierlanden Punt (8 april)
9. (131) Zuid-Afrika 1 (15 april)
10. (132) Zuid-Afrika 2 (22 april)
11. (133) Zuid-Afrika 3 (29 april)
12. (134) Zuid-Afrika 4 (13 mei)
13. (135) Andy Warhol (20 mei)
14. (136) Philadelphia (27 mei)

## 1999
1. (137) Goethe achterna 1: De verliefde dichter (14 mei)
2. (138) Goethe achterna 2: Hoe het begon (21 mei)
3. (139) Goethe achterna 3: De dichter in bad (28 mei)
4. (140) Goethe achterna 4: De oude snoeper (4 juni)
5. (141) Goethe achterna 5: Girls, girls, girls (11 juni)
6. (142) Goethe achterna 6: De jonge hond (18 juni)
7. (143) Goethe achterna 7: Zusterliefde (25 juni)
8. (144) Goethe achterna 8: Leuke snuitjes (2 juli)
9. (145) Goethe achterna 9: Bergopwaarts (9 juli)
10. (146) Goethe achterna 10: Eindelijk in het paradijs (16 juli)
11. (147) Goethe achterna 11: De natuur getemd (23 juli)
12. (148) Goethe achterna 12: Kunst en verderf (30 juli)
13. (149) Goethe achterna 13: De dichter blaft (6 augustus)
14. (150) Goethe achterna 14: Griekse liefde (13 augustus)

## 2000
1. (151) "Yellow Rose of Texas" (16 juni)
2. (152) Buddy Holly "Peggy Sue" (23 juni)
3. (153) Roy Orbison "Oh, pretty woman" (30 juni)
4. (154) Carl Perkins "Jackson" (7 juli)
5. (155) Elvis Presley "Blue Hawaii" (14 juli)
6. (156) The Animals "House of the Risin' Sun" (21 juli)
7. (157) Jesse Winchester "Biloxi" (28 juli)
8. (158) Jan & Dean "Tallahassee lassie" (4 augustus)
9. (159) Hank Williams "I'm so lonesome I could cry" (11 augustus)
10. (160) Elvis Presley "Jailhouse Rock" (18 augustus)
11. (161) Jim Autry "Mexicali Rose (25 augustus)
12. (162) Richard Harris "MacArthur Park", The Byrds "Turn! Turn! Turn!", The Doors "L.A. Woman" (1 september)

## 2001
1. (163) Lonnie Donegan "Does your chewing gum lose it's flavour", The Four Peps "26 Miles (Santa Catalina)" (22 mei)
2. (164) Indigo Girls "Cut it out" (29 mei)
3. (165) Drafi Deutscher: "Wann gehen wir nach San Francisco", The Rolling Stones "Sympathy for the Devil" (5 juni)
4. (166) Johnny Cash "San Quentin"; "Folsom Prison Blues" (12 juni)
5. (167) Dr. Hook "Sylvia's Mother"; The Rolling Stones "I'm a King Bee" (19 juni)
6. (168) Sue Foley "Queen Bee"; Cole Porter "Wunderbar"; The Bee Gees "Massachusetts" (26 juni)
7. (169) Ray Stevens "Ahab the Arab"; Moby Grape "American Dream"; Them "Mystic Eyes" (3 juli)
8. (170) Bruce Cockburn "January in the Halifax airport lounge"; Neil Young "After the gold rush" (10 juli)
9. (171) Mud "Dyna-mite"; The Band "Arcadian driftwood"; Muddy Waters: "Caledonia" (10 juli)
10. (172) Easybeats "Friday on My Mind" (24 juli)
11. (173) Rod Stewart "Tom Traubert's blues (Waltzing Matilda)"; Bill Haley "Rockin' Matilda" (31 juli)
12. (174) Tom Waits "Tom Traubert's blues" (Waltzing Matilda); Jimmy Little "Waltzing Matilda" (7 augustus)
13. (175) The Pogues "The band played Waltzing Matilda"; Cocktail Trio "Kangoeroe eiland" (14 augustus)
14. (176) AC/DC "Highway to Hell"; "Damned" (21 augustus)